# Шанжи на Марни
Шанжи на Марни (фр. Changis-sur-Marne) је насељено место у Француској у региону Париски регион, у департману Сена и Марна.
По подацима из 2011. године у општини је живело 1084 становника, а густина насељености је износила 155,3 становника/km².

## Демографија
| 1962. | 1968. | 1975. | 1982. | 1990. | 2011. |
| ----- | ----- | ----- | ----- | ----- | ----- |
| 462   | 434   | 542   | 698   | 939   | 1.084 |